# Fédération française de handball
La Fédération française de handball (FFHandball) est une association française loi de 1901 fondée le 1er septembre 1941. Elle est l'instance gérant le handball en France avec délégation de la Fédération internationale de handball (IHF) et du Ministère des Sports. Le siège social de Fédération est situé à la Maison du Handball au 1 rue Daniel Costantini à Créteil, dans la banlieue sud-est de Paris.
Elle est responsable des équipes de France masculine et féminine, des Coupes de France masculine et féminine ainsi que de toutes les compétitions amateur, la Ligue nationale de handball et la Ligue féminine de handball gérant les compétitions professionnelles.

## Historique

### La difficile création d'une Fédération française de handball
Le handball aurait fait son apparition en France vers 1932 dans quelques clubs travaillistes et civils d'Alsace. Une première fédération est créée le 1er octobre 1935 à Metz dont la présidence est assurée par M. Reinert. Elle édite les premières « Règles du jeu de hand-Ball ». Le 2 juillet 1938 naît la Ligue d'Alsace sous l'égide de cette fédération dite "messine" qui en reste à cet embryon régional et donc dans l'anonymat. Entre-temps, une autre fédération est déclarée à Paris en 1937 pour permettre à une équipe française de participer aux Jeux mondiaux universitaires organisés à Paris. Cette fédération de circonstance n'aura d'autre expression que cette compétition. En 1940, quatre « profs de gym », messieurs Doradoux, Cormontagne, Ricard et Heyraud, souhaitent créer une fédération et s'adressent à Jean Borotra, commissaire général à l’Éducation et aux Sports. Ils n'obtiennent qu'à demi satisfaction : seule leur est concédée la création d'une "Commission Technique du Handball" au sein de la Fédération française de basket-ball...
En 1941, leur enthousiasme de pionniers et la charte gouvernementale qui modifie l'organisation du sport, porte ses fruits. Le 26 juin 1941, René Bouet, Secrétaire général de la Fédération française de tennis de table, les informe que M. Foulon, sous l'autorité de Jean Borotra, vient de le nommer président d'une Fédération française de handball pas encore créée ! En effet, c'est seulement le 1er septembre 1941, que la Préfecture de Police, Direction de l'Hygiène, de la Protection de l'Enfance et du Travail signe le récépissé de déclaration d'association, no 177 705, du nom de Fédération Française de Handball. Le 21 septembre 1941, l'information paraît au Journal officiel : la Fédération Française de Handball est juridiquement et officiellement reconnue. Si la fédération est interdite et dissoute fin 1944 au titre de l'Ordonnance d'Alger du 2 octobre 1943 (Statut des groupements sportifs et de jeunesse, Journal officiel de la République française du 7 octobre 1943), elle continue malgré tout de fonctionner et fait d'ailleurs partie en juillet 1946 des membres fondateurs de la Fédération internationale de handball (IHF),. Après l'adoption à l'unanimité du statut de la Fédération à l'occasion de l'Assemblée générale du 22 mai 1952 et au terme d'une longue enquête administrative (sur les fédérations messine et universitaire entre autres...) et d'une nouvelle déclaration à la Préfecture de Police (no 52 833), le Journal officiel du 11 juillet 1952 officialise enfin Fédération française de handball.

### Le handball, un sport de cour d'école
Du côté des terrains, les quatre pionniers poursuivent leur travail de développement pendant et après la guerre. C'est alors le handball à onze, qui se jouait à l'extérieur, qui fait les beaux jours de la nouvelle structure et le premier championnat de France masculin est organisé dès la saison 1941-1942, dans les deux zones, Nord et Sud, sous l'impulsion de Christian Picard. La saison suivante, des compétitions sont mises en place pour les féminines. Puis la Fédération est chargée d'organiser le deuxième Championnat du monde masculin de handball à onze en 1948. 
À compter de 1946, le président de la Fédération Charles Petit-Montgobert s'attache à la structuration administrative et technique : alors que la Fédération ne compte que 5 000 licenciés (uniquement hommes) en 1946, la barre des 25 000 licenciés est franchie en 1964 au terme de son mandat. C'est alors avec le jeu à sept en salle, plus attractif de fait de sa vitesse et du spectacle proposé, que le handball prend une autre dimension : le premier championnat de France à sept est organisé en 1952 et le premier match de l'équipe de France à sept a lieu le 27 février 1952 à Bâle où les Français sont battus par les Suisses 14 à 6. Malgré des modifications des règles, la disparition du handball à onze en 1959 était inéluctable. Membre fondateur de la IHF, la FFHB est également à l'initiative de la création de la Coupe des clubs champions dont elle est l'organisatrice des finales disputées à Paris (5 fois) et à Lyon (1 fois) entre 1957 et 1965.
La troisième présidence est assurée par Nelson Paillou (1964-1982). Un choix s'impose à lui : rendre le handball populaire ou en faire un sport d'élite ? En fait, il n'a d'autre solution que de privilégier la première, au détriment notamment de l'Équipe de France qui peine à atteindre un niveau compétitif à l'échelle internationale. Il lance ainsi le "Plan d'Expansion" qui va permettre le développement du handball en France pour atteindre 160 000 licenciés et 2 400 clubs en 1982. Lors de cette période, la Fédération réalise deux grandes opérations : d'une part l'organisation du Championnat du monde en 1970 qui connait un grand succès populaire avec plus de 100 000 spectateurs dans 25 villes malgré les mauvais résultats de l'équipe de France (1 victoire pour 5 défaites) et, d'autre part, l'achat de la Maison du handball qui fut de 1971 à 1986 le siège de la Fédération. En 1971, la Fédération est reconnue d'utilité publique.
En 1982, Nelson Paillou quitte la Fédération Française de handball pour accéder à la présidence du Comité national olympique et sportif français, dont il a été vice-président de 1971 à 1977. Jean-Pierre Lacoux, ancien entraîneur national et Directeur technique national, lui succède.

### Le développement du handball français vers les sommets
Au milieu des années 1980, c'est la descente aux enfers : l'équipe de France masculine est pour la seconde fois relégué en Championnat du monde C, la troisième division mondiale... Il est temps de penser à "l'élite" et l'Assemblée Générale décide d'une politique (et de moyens) pour élever le niveau technique des joueurs et des entraîneurs. Plusieurs décisions sont prises et appliquées : nouvelle formule de championnat, Conseil des Clubs de Nationale 1, statut du joueur de Haut Niveau, publicité sur les maillots... La discipline affiche sa volonté de se développer sous la houlette de Daniel Costantini. En 1986, la barre se redresse avec le titre de Champion du monde C en 1986 et la FFHB rêve d'une qualification automatique aux Jeux olympiques d'été de 1992 si le CIO les accorde à Paris. Déception, Barcelone s'impose et dans l'instant, "Paris 92" se transforme en "Pari 92" : le handball français se lance le défi d'être quand même de la fête ! Le courage est vite récompensé ; la Fédération obtient de la Fédération internationale de handball l'organisation du Mondial B de 89. La cinquième place acquise par les Bleus y suffira pour réintégrer le groupe A mondial. Au Championnat du monde 1990, la France est emmenée par un jeune joueur d'avenir, Jackson Richardson, et une génération promise à enfin briller dans ce sport. Grâce à un parcours honorable, la France termine à une neuvième place synonyme de qualification aux Jeux olympiques de Barcelone. Mais cette qualification n'est pas une finalité et les Bleus remportent une médaille de bronze inimaginable sept ans plus tôt. Les Barjots continuent cette progression fulgurante en devenant vice-champions du monde en 1993 puis Champions du monde en 1995.
En 1996, alors que la fédération compte 210 000 licenciés dont 1/3 de féminines et 2400 clubs, André Amiel, élu par l'Assemblée Générale, définit deux objectifs essentiels : la permanence des résultats internationaux masculins et l'essor des féminines et un développement de la discipline via une augmentation du nombre de clubs, du nombre de licenciés et une diversification des pratiques (sandball, mini-hand...). Très vite, le travail porte ses fruits : médaille de bronze pour les garçons au mondial 1997 tandis que les Féminines d'Olivier Krumbholz deviennent vice-championnes du monde en 1999. Pour la première fois, les deux équipes de France prennent part aux Jeux de Sydney. Si aucune médaille olympique n'est remportée, les bons résultats continuent avec le deuxième titre de Champions du monde remporté par « les Costauds » en 2001 à Bercy face à la Grande Suède et la première médaille (le bronze) décrochée à un Championnat d'Europe à l'occasion de l'Euro 2002 féminin.
Dans le sillage de ces nouvelles médailles, l'année 2000 marque un nouveau tournant puisque la Fédération passe le cap des 300 000 licenciés (dont 36% de féminines). André Amiel est réélu en 2000 puis 2004. Ne voulant pas se représenter en 2008, le président peut partir l’esprit tranquille. Durant ses deux derniers mandats, les résultats des équipes de France masculine et féminine confirment l'excellente santé de la discipline avec notamment le sacre des Bleues en 2003 après une finale renversante et une nouvelle participation couplée des deux formations aux JO d'Athènes. Chez les hommes, Claude Onesta, qui a succédé à Daniel Costantini en 2001, a des débuts difficile malgré deux nouvelles médailles mondiales avec le bronze de 2003 et 2005. Puis 2006 est une nouvelle année de gloire avec le titre continental des Bleus et la médaille de bronze des féminines. Le dernier mandat d'André Amiel est également marqué par l’organisation du Mondial 2007 féminin en France qui s'avère une vraie réussite puis, en 2008, la présence des deux collectifs aux Jeux olympiques de Pékin où « les Experts » tricolores grimpent sur le sommet du monde avec le premier titre olympique du handball français. 
Dès le début du mandat de Joël Delplanque à compter d'octobre 2008, les masculins réalisent le tour de force d'être à nouveau couronnés Champions du monde au terme d'une finale maîtrisée face à la Croatie à Zagreb. Sur cette bonne lancée, les femmes ont également obtenu deux nouveaux titre de vice-championnes du monde en 2009 et 2011 tandis que les hommes enchainent les titres : champions d'Europe en 2010, champions du monde en 2011 et une nouvelle fois champions olympiques en 2012. Ces résultats ont un effet significatif puisque le cap des 400 000 licenciés est atteint en 2010.
En octobre 2012, Joël Delplanque est réélu pour une seconde mandature avec à l'horizon, un défi à relever : le championnat du monde masculin en 2017 organisé en France. Le lancement officiel organisé à Paris, le 5 février 2013, rassemble les partenaires économiques, politiques, institutionnels, sportifs et médiatiques et symbolise la volonté commune des différents acteurs d'offrir un événement international incontournable en 2017. Tout comme le championnat d'Europe féminin un an plus tard, la compétition sera organisée avec succès, tant d'un point de vue organisationnel et sportif que franco-français puisque plusieurs centaines de milliers de spectateurs sont venus assister aux sacres des équipes de France masculine et féminine.
Le 28 novembre 2020, Philippe Bana succède à Joël Delplanque, qui se retire après douze années en poste. Bana, qui était directeur technique national de la FFHB depuis 1999, est élu avec 57,54 % des suffrages exprimés, soit 12 763 voix et devient le 7e président de la FFHB. La liste de l'ancien emblématique directeur technique national (1999-2020) "Handball 2024, jouons collectif" a obtenu la majorité lors d'un vote électronique, devançant celles de Jean-Pierre Feuillan (32,51 %) et d'Olivier Girault (9,95 %).
Aux Jeux olympiques 2020, les équipes de France masculine et féminine atteignent le sommet en réalisant le doublé dans les tournois masculin et féminin, une première depuis la Yougoslavie en 1984.

### Identité visuelle

Premier logo de la Fédération.
Logo de la Fédération de 1996 à 2016.
Logo de la Fédération depuis avril 2016.

## Résultats sportifs des sélections nationales
| - Jeux olympiques - Or (3) : 2008, 2012, 2020 - Argent (1) : 2016 - Bronze (1) : 1992 - Championnat du monde - Or (6) : 1995, 2001, 2009, 2011, 2015, 2017 - Argent (2) : 1993, 2023 - Bronze (4) : 1997, 2003, 2005, 2019 - Championnat d'Europe - Or (4) : 2006, 2010, 2014, 2024 - Bronze (2) : 2008, 2018 - Jeux méditerranéens - Argent (3) : 1987, 1993, 2009 - Bronze (1) : 2001 |  | - Jeux olympiques - Or (1) : 2020 - Argent (2) : 2016, 2024 - Championnat du monde - Or (3) : 2003, 2017, 2023 - Argent (4) : 1999, 2009, 2011, 2021 - Championnat d'Europe - Or (1) : 2018 - Argent (1) : 2020 - Bronze (3) : 2002, 2006, 2016 - Jeux méditerranéens - Or (3) : 1997, 2001, 2009 - Argent (3) : 1987, 1991,1993 |  | - masculin (-21 ans) - Championnat du monde junior - Or (2) : 2015, 2019 - Bronze (3) : 1997, 2013, 2017 - Championnat d'Europe des -20 ans - Argent (1): 2018 (en) - Bronze (2): 2008, 2016 - féminin (-20 ans) - Championnat du monde junior - Or (1) : 2024 (en) - Argent (1): 2012 - Championnat d'Europe des -19 ans - Or (1) : 2017 - Bronze (1) : 2021 (en) |  | - masculin (-19 ans) - Championnat du monde jeunes - Or (2) : 2015 (en), 2017 (en) - Championnat d'Europe des -18 ans - Or (3) : 2014, 2016 - FOJE (Festival olympique de la jeunesse européenne) (en) - Or (2) : 2009, 2015 - Bronze (1) : 2003 - féminin (-18 ans) - Championnat du monde jeunes - 4e (3): 2006 (en), 2008 (en), 2010 (en) - Championnat d'Europe des -17 ans - Or (2) : 2007, 2023 (de) - Bronze (2): 2005, 2019 (en) - FOJE (Festival olympique de la jeunesse européenne) (en) - Or (2) : 2019, 2023 |

## Sélections junior et jeunes
| Équipe    | Catégorie d'âge           | Entraîneur                  | Compétitions                   |
| --------- | ------------------------- | --------------------------- | ------------------------------ |
| Féminine  | - de 20 ans (U20, junior) | Éric Baradat                | Euro U19, Mondial junior       |
| Féminine  | - de 18 ans (U18, jeunes) | Olivier De Lafuente (2016–) | Euro U17, Mondial jeunes, FOJE |
| Féminine  | - de 16 ans (U16)         | non permanent               | Euro Open (en)                 |
| Masculine | - de 21 ans (U21, junior) | Yohann Delattre             | Euro U20, Mondial junior       |
| Masculine | - de 19 ans (U19, jeunes) | Franck Prouff (2023–)       | Euro U18, Mondial jeunes, FOJE |
| Masculine | - de 17 ans (U17)         | Guillaume Joli (2021–)      | Euro Open (en)                 |

## Organisation et compétitions
La fédération distingue plusieurs catégories de compétitions :
- les compétitions dites du secteur LNH, qui sont organisées par la Ligue nationale de handball :
  - Championnats de France masculins de Division 1 (aussi appelé Starligue) et Division 2 (également nommé Proligue)
  - Coupe de la Ligue masculine
  - Trophée des champions
- les compétitions dites du secteur fédéral, qui sont organisées par la fédération et qui se subdivisent en deux sous-catégories :
  - les compétitions dites du secteur LFH, qui relèvent de la Ligue féminine de handball (qui est sous l'égide de la FFhandball) :
    - Championnat de France féminin de Division 1 (aussi appelé Ligue Butagaz Énergie)
    - Championnat de France féminin de Division 2 (aussi appelé D2F)

  - et les compétitions dites du régime général, qui relèvent directement de la fédération :
    - Championnats de France masculins de Nationale 1, Nationale 2 et Nationale 3
    - Championnats de France féminins de Nationale 1, Nationale 2 et Nationale 3
    - Coupes de France masculine et féminine

## Évolution du nombre de licenciés et de clubs
Alors qu'elle ne compte en 1949 que 8 567 licenciés (uniquement hommes), la Fédération française de handball passe la barre des 100 000 licenciés en 1976, des 200 000 licenciés en 1994 (peu après le début du professionnalisme et des premiers résultats internationaux du handball français), des 300 000 licenciés en 2001, des 400 000 licenciés en 2010 et des 500 000 licenciés seulement 3 ans plus tard, profitant notamment des excellents résultats de l'équipe de France masculine. Après avoir atteint un maximum en 2017 avec 549 295 licenciés, une lente baisse se produit ensuite jusqu'à une chute vertigineuse en 2021 avec 334 588 licenciés seulement en conséquence de la pandémie de Covid-19 qui a mis à l'arrêt toutes les compétitions amateur.
Les chiffres du nombre de licenciés et de clubs affiliés à la Fédération sont :
Pour des raisons techniques, il est temporairement impossible d'afficher le graphique qui aurait dû être présenté ici.

En revanche, si le nombre de clubs affiliés augmente progressivement pour atteindre 2 582 clubs en 1986, ce nombre diminue ensuite jusqu'à 2 274 clubs en 1993 avant de se stabiliser autour 2 400 clubs :
Pour des raisons techniques, il est temporairement impossible d'afficher le graphique qui aurait dû être présenté ici.

## Personnalités liées à la Fédération
Depuis sa création, la Fédération a connu sept présidents :
- René Bouet : de 1941 à 1946

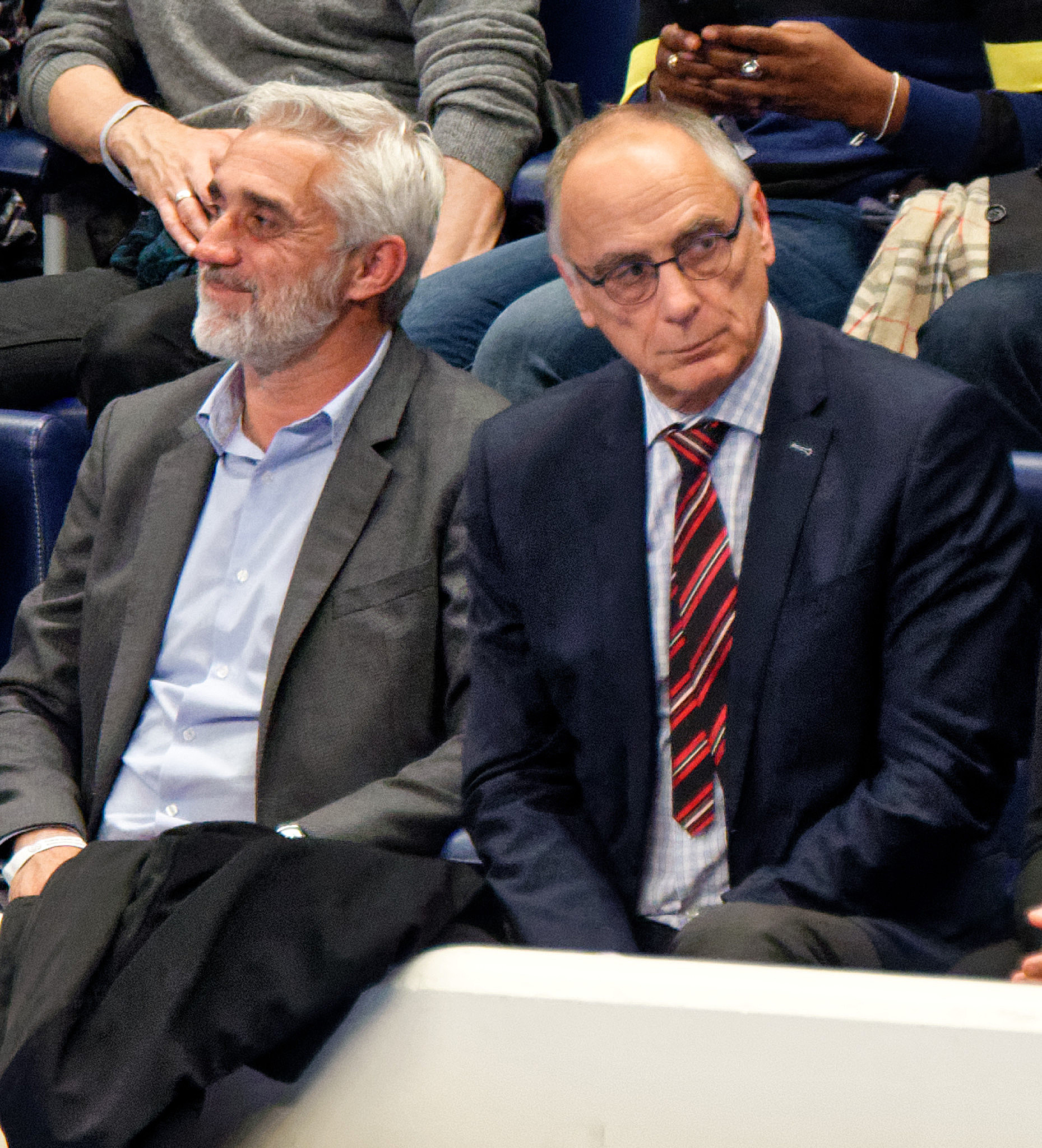
Joël Delplanque (à droite), président de la Fédération de 2008 à 2020, à côté de Philippe Bernat-Salles, président de la LNH, le 2 juin 2016.

- Charles Petit-Montgobert : de 1946 à 1964
- Nelson Paillou : de 1964 à 1982
- Jean-Pierre Lacoux : de 1982 à 1996
- André Amiel : de 1996 à 2008
- Joël Delplanque : de 2008 à 2020
- Philippe Bana : depuis 2020

Parallèlement, le directeur technique national de la Fédération est :
- René Ricard : de 1966 à 1972
- Jean-Pierre Lacoux : de 1973 à 1976
- Jean-Michel Germain : de 1976 à 1985
- Jean Férignac : de 1986 à 1988
- Alain Mouchel : de 1988 à 1999[20]
- Philippe Bana : de 1999 à 2020
- Thierry Gaillard : de septembre 2020 à novembre 2021 (intérim)[21]
- Pascal Bourgeais : depuis novembre 2021[22]

## Les Ligues régionales
En France métropolitaine, les 13 ligues régionales sont calquées sur les régions françaises :
- Auvergne-Rhône-Alpes[23]
- Bourgogne-Franche-Comté[24]
- Bretagne[25]
- Centre-Val de Loire[26]
- Corse
- Grand Est[27]
- Hauts-de-France[28]
- Île-de-France[29]
- Normandie[30]
- Nouvelle-Aquitaine[31]
- Occitanie[32]
- Pays de la Loire[33]
- Provence-Alpes-Côte d'Azur[34]

Les départements et régions d'outre-mer possèdent également leur propre ligue :
- Guadeloupe
- Guyane[35]
- La Réunion
- Martinique[36]
- Mayotte

Enfin, la Nouvelle-Calédonie possède également une ligue affiliée à la FFHandball.

## Formation
Le succès du handball français sur la scène internationale peut s'expliquer par son système structuré de détection et de formation des joueurs.
Le Projet de Performance Fédéral (PPF) est le support de déploiement et de communication de la stratégie fédérale en faveur de la haute performance, du sport de haut niveau et de l'accès au sport de haut niveau. Le Projet de Performance Fédérale (PPF) a succédé au Parcours de l’Excellence Sportive (PES), qui a lui même succédé à la filière d’accès au sport de haut niveau. Le PFF est évalué et validé avec l'Agence nationale du sport (ANS) et le directeur technique national (DTN).
Le stratégie fédérale est de détecter, former et accompagner vers le haut-niveau des joueurs de handball afin de renouveler le secteur professionnel et les équipes de France A. 
Les talents à haut potentiel sont repérés lors de diverses compétitions de détection (Intersecteurs, Intercomités, Interligues, Interpôles), qui permettent aussi de sélectionner les joueurs pour les équipes de France U16, U18 et U20.

### Filière féminine
Éric Baradat est le responsable du Plan de Performance Fédéral féminin, ainsi que l'entraîneur des l'équipe de France des moins de 20 ans féminine.

#### Structures du Projet de Performance Fédéral  féminin
Le Projet de Performance Fédéral (PFF) s'appuie sur 2 types de structures: les Pôles Espoirs et les Centres de Formation des Clubs Professionnels (CFCP). 
Il y a 1 Pôle Espoirs par territoire, soit 12 structures en Métropole (aucune en Corse). 
Les Pôles Espoirs possèdent :
- un ou plusieurs sites d'Accession de proximité, avec au maximum 36 places par site (pour les 12-13-14 ans et les 15 ans à fort potentiel mais à maturité plus tardive).
- un site d'Excellence, avec un maximum de 16 athlètes (joueuses identifiées de 16 et 17 ans, et 15 ans à fort potentiel déjà avéré). Les sites d'Excellence sont dans la mesure du possible adossés à un Centre de Formation des Clubs Professionnels.

Les Centres de Formation des Clubs Professionnels (CFCP), rattachés au clubs de Division 1 Féminine, ont des effectifs de 5 minimum à 12 athlètes maximum, de 18 à 22 ans (possibilité de 2 dérogations pour des athlètes mineures de 17 ans).
Les joueuses qui entrent en pôles Espoirs sont généralement repérées durant des stages de détection, des Intersecteurs et des Intercomités (délégations départementales).
| Structures du Projet de Performance Fédéral (PFF) féminin - en 2024 | Structures du Projet de Performance Fédéral (PFF) féminin - en 2024 | Structures du Projet de Performance Fédéral (PFF) féminin - en 2024 | Structures du Projet de Performance Fédéral (PFF) féminin - en 2024 |
| Ligue                                                               | Pôles Espoirs                                                       | Pôles Espoirs                                                       | Centres de formation des clubs professionnels                       |
| Ligue                                                               | Site d'Accession                                                    | Site d'Excellence                                                   | Centres de formation des clubs professionnels                       |
| ------------------------------------------------------------------- | ------------------------------------------------------------------- | ------------------------------------------------------------------- | ------------------------------------------------------------------- |
| Auvergne-Rhône-Alpes                                                | Chambéry (Savoie)                                                   | Valence (Drôme)                                                     | aucun                                                               |
| Auvergne-Rhône-Alpes                                                | Clermont-Ferrand (Puy-de-Dôme)                                      | Valence (Drôme)                                                     | aucun                                                               |
| Auvergne-Rhône-Alpes                                                | Lyon (Rhône)                                                        | Valence (Drôme)                                                     | aucun                                                               |
| Bourgogne-Franche-Comté                                             | Besançon (Doubs)                                                    | Besançon (Doubs)                                                    | Entente Sportive Besançon Féminin (Doubs)                           |
| Bourgogne-Franche-Comté                                             | Dijon (Côte-d'Or) (CREPS BFC)                                       | Besançon (Doubs)                                                    | JDA Bourgogne Dijon Handball (Côte-d'Or)                            |
| Bretagne                                                            | Brest (Finistère)                                                   | Brest (Finistère)                                                   | Brest Bretagne Handball (Finistère)                                 |
| Bretagne                                                            | Rennes (Ille-et-Vilaine)                                            | Brest (Finistère)                                                   | Brest Bretagne Handball (Finistère)                                 |
| Centre-Val de Loire                                                 | Orléans (Loiret)                                                    | Orléans (Loiret)                                                    | Chambray Touraine Handball (Indre-et-Loire)                         |
| Corse                                                               | aucun                                                               | aucun                                                               | aucun                                                               |
| Grand Est                                                           | Barr (Bas-Rhin)                                                     | Metz (Moselle)                                                      | Metz Handball (Moselle)                                             |
| Grand Est                                                           | Metz (Moselle)                                                      | Metz (Moselle)                                                      | Metz Handball (Moselle)                                             |
| Hauts-de-France                                                     | Amiens (Somme)                                                      | Tourcoing (Nord)                                                    | Saint-Amand Handball (Nord)                                         |
| Hauts-de-France                                                     | Tourcoing (Nord)                                                    | Tourcoing (Nord)                                                    | Saint-Amand Handball (Nord)                                         |
| Île-de-France                                                       | Châtenay-Malabry (Essonne) (CREPS IDF)                              | Châtenay-Malabry (Essonne) (CREPS IDF)                              | Paris 92 (Essonne)                                                  |
| Île-de-France                                                       | Fontainebleau (Seine-et-Marne) (CNSD)                               | Châtenay-Malabry (Essonne) (CREPS IDF)                              | Stella Saint-Maur Handball (Val-de-Marne)                           |
| Normandie                                                           | Caen (Calvados)                                                     | Le Havre (Seine-Maritime)                                           | aucun                                                               |
| Normandie                                                           | Le Havre (Seine-Maritime)                                           | Le Havre (Seine-Maritime)                                           | aucun                                                               |
| Nouvelle-Aquitaine                                                  | Angoulême (Charente)                                                | Talence (Gironde) (CREPS Bordeaux)                                  | Handball Club Celles-sur-Belle (Deux-Sèvres)                        |
| Nouvelle-Aquitaine                                                  | Oloron-Sainte-Marie (Pyrénées-Atlantiques)                          | Talence (Gironde) (CREPS Bordeaux)                                  | Mérignac Handball (Gironde)                                         |
| Occitanie                                                           | Nîmes (Gard)                                                        | Toulouse (Haute-Garonne)                                            | aucun                                                               |
| Occitanie                                                           | Toulouse (Haute-Garonne)                                            | Toulouse (Haute-Garonne)                                            | aucun                                                               |
| Pays de la Loire                                                    | Nantes (Loire-Atlantique)                                           | Nantes (Loire-Atlantique)                                           | Neptunes de Nantes (Loire-Atlantique)                               |
| Provence-Alpes-Côte d'Azur « Région Sud »                           | Marseille (Bouches-du-Rhône)                                        | Luynes (Bouches-du-Rhône)                                           | OGC Nice Côte d'Azur Handball (Alpes-Maritimes)                     |
| Provence-Alpes-Côte d'Azur « Région Sud »                           | Nice (Alpes-Maritimes)                                              | Luynes (Bouches-du-Rhône)                                           | Handball Plan-de-Cuques (Bouches-du-Rhône)                          |
| Provence-Alpes-Côte d'Azur « Région Sud »                           | -                                                                   | Luynes (Bouches-du-Rhône)                                           | Toulon Métropole Var Handball (Var)                                 |
| Ultramarins                                                         |                                                                     |                                                                     |                                                                     |
| Guadeloupe                                                          | Basse Terre                                                         | Basse Terre (zone Antilles Guyane)                                  | aucun                                                               |
| Guyane                                                              | Cayenne                                                             | Basse Terre (zone Antilles Guyane)                                  | aucun                                                               |
| Martinique                                                          | Le François                                                         | Basse Terre (zone Antilles Guyane)                                  | aucun                                                               |
| La Réunion                                                          | Le Port                                                             | Le Port (zone Océan Indien)                                         | aucun                                                               |
| Mayotte                                                             | Dembéni                                                             | Le Port (zone Océan Indien)                                         | aucun                                                               |
| Nouvelle Calédonie                                                  | Dumbéa                                                              | aucun                                                               | aucun                                                               |

#### Compétitions de détection
Diverses compétitions de détection (Intercomités, Interligues, Interpôles), permettent de repérer les joueuses à potentiel. Les formateurs des Pôles Espoirs et des CFCP recruteront les meilleures joueuses dans leurs structures dans le but de les faire progresser jusqu'au haut niveau, à terme renouveler l'effectif de l'Equipe de France A.
Ces compétitions permettent aussi de sélectionner les joueuses des équipes de France U16, U18 et U20.

##### Interpôles féminins
Les Interpôles féminins sont des compétitions nationales annuelles durant lesquelles les meilleures jeunes joueuses (15 à 17 ans) issues des Pôles espoir métropolitains et ultramarins s'affrontent. Les Interpôles sont une vitrine du travail de détection-formation de la Fédération. 
Les Interpôles féminins ont connu plusieurs formules. La dernière a été mise en place pour l'édition 2018, après une réforme du Projet de Performance Fédéral.  
Les ligues régionales constituent chacune une délégation composée des meilleures joueuses de leurs Pôles espoir respectifs (en majorité des joueuses en programme Excellence et quelques-unes en programme Accession). Quant aux ligues ultramarines, elles constituent des équipes communes (zone Antilles Guyane pour la Guadeloupe, la Guyane et la Martinique et la zone Océan Indien pour La Réunion et Mayotte). 
| Saison                                                 | Ville organisatrice                    | Vainqueur                              | Deuxième                               | Troisième                              |
| ------------------------------------------------------ | -------------------------------------- | -------------------------------------- | -------------------------------------- | -------------------------------------- |
| 2008–2009                                              | Palais des sports, Besançon            | Pôle espoir de Besançon                | Pôle espoir de Chartres                | Pôle espoir de Talence                 |
| 2009–2010                                              | Palais des sports, Besançon            | Pôle espoir de Besançon                | Pôle espoir de Chambéry                | Pôle espoir de Nîmes                   |
| 2010–2011                                              | Palais des sports, Besançon            | Pôle espoir de Metz                    | Pôle espoir d'Angoulême                | Pôle espoir de Besançon                |
| ...                                                    | ...                                    | ...                                    | ...                                    | ...                                    |
| Réforme du Projet de Performance Fédéral (PFF) féminin |                                        |                                        |                                        |                                        |
| 2017–2018                                              | Complexe Vercors, Bourg-de-Péage       | Ligue Bourgogne Franche-Comté          | Ligue Centre-Val de Loire              | Ligue Grand Est                        |
| 2018–2019                                              | Complexe Vercors, Bourg-de-Péage       | Ligue Centre-Val de Loire              | Ligue Bourgogne Franche-Comté          | Ligue Île-de-France                    |
| 2019–2020                                              | Complexe Vercors, Bourg-de-Péage       | Ligue Bourgogne Franche-Comté          | Ligue PACA Corse                       | Ligue Île-de-France                    |
| 2020–2021                                              | Pas de compétition (pandémie Covid-19) | Pas de compétition (pandémie Covid-19) | Pas de compétition (pandémie Covid-19) | Pas de compétition (pandémie Covid-19) |
| 2021–2022                                              | Complexe Vercors, Bourg-de-Péage       | Ligue Bretagne                         | Ligue Nouvelle Aquitaine               | Ligue Auvergne-Rhône-Alpes             |
| 2022–2023                                              | Complexe Vercors, Bourg-de-Péage       | Ligue Nouvelle Aquitaine               | Ligue Grand Est                        | Ligue Auvergne-Rhône-Alpes             |
| 2023–2024                                              | Complexe Vercors, Bourg-de-Péage       | Ligue Grand Est                        | Ligue Bourgogne Franche-Comté          | Ligue Île-de-France                    |

### Filière masculine
Jacky Bertholet est le responsable du Plan de Performance Fédéral (PPF) masculin.

#### Structure du Projet de Performance Fédéral (PFF) masculin
Le Projet de Performance Fédéral (PFF) s'appuie sur 2 types de structures: les Pôles Espoirs et les Centres de Formation des Clubs Professionnels (CFCP).
Les Pôles Espoirs possèdent :
- un ou plusieurs sites d'Accession de proximité (généralement pour les 12-15 ans).
- un site d'Excellence (pour les 16-17ans), dans la mesure du possible adossé à un Centres de Formation des Clubs Professionnels.

| Structures du Projet de Performance Fédéral (PFF) masculin - en 2024 | Structures du Projet de Performance Fédéral (PFF) masculin - en 2024 | Structures du Projet de Performance Fédéral (PFF) masculin - en 2024 | Structures du Projet de Performance Fédéral (PFF) masculin - en 2024 |
| Ligue                                                                | Pôles Espoirs                                                        | Pôles Espoirs                                                        | Centres de formation des clubs professionnels                        |
| Ligue                                                                | Site d'Accession                                                     | Site d'Excellence                                                    | Centres de formation des clubs professionnels                        |
| -------------------------------------------------------------------- | -------------------------------------------------------------------- | -------------------------------------------------------------------- | -------------------------------------------------------------------- |
| Auvergne-Rhône-Alpes                                                 | Chambéry (Savoie)                                                    | Chambéry (Savoie)                                                    | Chambéry Savoie Mont-Blanc Handball (Savoie)                         |
| Auvergne-Rhône-Alpes                                                 | Cournon d'Auvergne (Puy-de-Dôme)                                     | Chambéry (Savoie)                                                    | Chambéry Savoie Mont-Blanc Handball (Savoie)                         |
| Auvergne-Rhône-Alpes                                                 | Lyon (Rhône)                                                         | Chambéry (Savoie)                                                    | Chambéry Savoie Mont-Blanc Handball (Savoie)                         |
| Bourgogne-Franche-Comté                                              | Besançon (Doubs)                                                     | Dijon (Côte-d'Or)                                                    | aucun                                                                |
| Bourgogne-Franche-Comté                                              | Dijon (Côte-d'Or) (CREPS BFC)                                        | Dijon (Côte-d'Or)                                                    | aucun                                                                |
| Bretagne                                                             | Cesson-Sévigné (Ille-et-Vilaine)                                     | Cesson-Sévigné (Ille-et-Vilaine)                                     | Cesson Rennes Métropole Handball (Ille-et-Vilaine)                   |
| Centre-Val de Loire                                                  | Chartes (Eure-et-Loir)                                               | Chartes (Eure-et-Loir)                                               | C' Chartres Métropole Handball (Eure-et-Loir)                        |
| Centre-Val de Loire                                                  | Orléans (Loiret)                                                     | Chartes (Eure-et-Loir)                                               | Saran Loiret Handball (Loiret)                                       |
| Corse                                                                | Ajaccio (Corse-du-Sud)                                               | aucun                                                                | aucun                                                                |
| Grand Est                                                            | Strasbourg (Bas-Rhin)                                                | Strasbourg (Bas-Rhin)                                                | Nancy Handball (Meurthe-et-Moselle)                                  |
| Grand Est                                                            | Pont à Mousson (Meurthe-et-Moselle)                                  | Strasbourg (Bas-Rhin)                                                | Sélestat Alsace Handball (Bas-Rhin)                                  |
| Grand Est                                                            | Reims (Marne)                                                        | Strasbourg (Bas-Rhin)                                                | -                                                                    |
| Hauts-de-France                                                      | Amiens (Somme)                                                       | Dunkerque (Nord)                                                     | Dunkerque Handball Grand Littoral (Nord)                             |
| Île-de-France                                                        | Eaubonne (Val-d'Oise) (CDFAS)                                        | Eaubonne (Val-d'Oise) (CDFAS)                                        | US Créteil (Val-de-Marne)                                            |
| Île-de-France                                                        | Eaubonne (Val-d'Oise) (CDFAS)                                        | Eaubonne (Val-d'Oise) (CDFAS)                                        | US Ivry (Val-de-Marne)                                               |
| Île-de-France                                                        | Eaubonne (Val-d'Oise) (CDFAS)                                        | Eaubonne (Val-d'Oise) (CDFAS)                                        | Paris Saint-Germain Handball (Paris)                                 |
| Île-de-France                                                        | Eaubonne (Val-d'Oise) (CDFAS)                                        | Eaubonne (Val-d'Oise) (CDFAS)                                        | Tremblay Handball (Seine-Saint-Denis)                                |
| Normandie                                                            | Évreux (Eure)                                                        | aucun                                                                | JS Cherbourg (Manche)                                                |
| Nouvelle-Aquitaine                                                   | Saint-Yrieix-la-Perche (Haute-Vienne)                                | Talence (Gironde) (CREPS Bordeaux)                                   | Limoges Hand 87 (Haute-Vienne)                                       |
| Nouvelle-Aquitaine                                                   | Pau (Pyrénées-Atlantiques)                                           | Talence (Gironde) (CREPS Bordeaux)                                   | Limoges Hand 87 (Haute-Vienne)                                       |
| Occitanie                                                            | Montpellier (Hérault)                                                | Montpellier (Hérault)                                                | Montpellier Handball (Hérault)                                       |
| Occitanie                                                            | Nîmes (Gard)                                                         | Nîmes (Gard)                                                         | USAM Nîmes Gard (Gard)                                               |
| Occitanie                                                            | Toulouse (Haute-Garonne)                                             | Toulouse (Haute-Garonne)                                             | Fenix Toulouse Handball (Haute-Garonne)                              |
| Pays de la Loire                                                     | Nantes (Loire-Atlantique)                                            | Nantes (Loire-Atlantique)                                            | HBC Nantes (Loire-Atlantique)                                        |
| Provence-Alpes-Côte d'Azur « Région Sud »                            | Aix-en-Provence (Bouches-du-Rhône) (CREPS PACA)                      | Aix-en-Provence (Bouches-du-Rhône) (CREPS PACA)                      | Pays d'Aix Université Club Handball (Bouches-du-Rhône)               |
| Provence-Alpes-Côte d'Azur « Région Sud »                            | Saint-Raphaël (Var) (CREPS PACA)                                     | Saint-Raphaël (Var) (CREPS PACA)                                     | Istres Provence Handball (Bouches-du-Rhône)                          |
| Provence-Alpes-Côte d'Azur « Région Sud »                            | ---                                                                  | -                                                                    | Saint-Raphaël Var Handball (Var)                                     |
| Ultramarins                                                          |                                                                      |                                                                      |                                                                      |
| Guadeloupe                                                           | Les Abymes (CREPS Antilles-Guyane)                                   | aucun                                                                | aucun                                                                |
| Guyane                                                               | Cayenne                                                              | aucun                                                                | aucun                                                                |
| Martinique                                                           | Le François                                                          | aucun                                                                | aucun                                                                |
| La Réunion                                                           | Saint-Denis (CREPS Réunion)                                          | Saint-Denis (CREPS Réunion)                                          | aucun                                                                |
| Nouvelle Calédonie                                                   | Dumbéa                                                               | aucun                                                                | aucun                                                                |

#### Interpôles Masculins
Les Interpôles Masculins sont des compétitions nationales annuelles durant lesquelles les meilleurs jeunes joueurs issus des Pôles Espoirs métropolitains et ultramarins, ainsi que 2 sélections étrangères invitées s'affrontent. Les Interpôles Masculins ont connu plusieurs formules. La dernière a été mise en place pour l'édition 2018, après une réforme.
| Saison               | Ville organisatrice                 | Vainqueur                           | Deuxième                            | Troisième                           |
| -------------------- | ----------------------------------- | ----------------------------------- | ----------------------------------- | ----------------------------------- |
| 1999–2000            |                                     |                                     | Pôle espoir d'Eaubonne              |                                     |
| 2000–2001            |                                     |                                     |                                     |                                     |
| 2001–2002            | Cesson-Sévigné                      |                                     |                                     |                                     |
| 2002–2003            |                                     |                                     |                                     |                                     |
| 2003–2004            |                                     | Pôle espoir de Chambéry             |                                     |                                     |
| 2004–2005            |                                     | Pôle espoir de Strasbourg           |                                     |                                     |
| 2005–2006            |                                     | Pôle espoir de Lyon                 |                                     |                                     |
| 2006–2007            | Poitiers                            | Pôle espoir de Talence              | Pôle espoir d'Eaubonne              | Pôle espoir de Poitiers             |
| 2007–2008            | Palais des Sports de Vaulx-en-Velin | Pôle espoir d'Istres                | Pôle espoir du Languedoc            | Pole Espoir de Strasbourg           |
| 2008–2009            | Palais des Sports de Vaulx-en-Velin | Pôle espoir de Chartres             | Pôle espoir du Languedoc            | Pôle espoir d'Eaubonne              |
| 2009–2010            | Palais des Sports de Vaulx-en-Velin | Pôle espoir d'Eaubonne              | Pôle espoir du Languedoc            | Pôle espoir de Strasbourg           |
| 2010–2011            | Palais des Sports de Vaulx-en-Velin | Pôle espoir de Chartres             | Pôle espoir d'Eaubonne              | Pôle espoir de Istres               |
| 2011–2012            | Palais des Sports de Vaulx-en-Velin | Pôle espoir de Lyon                 | Pôle espoir du Languedoc            | Pôle espoir de Nice                 |
| 2012–2013            | Palais des Sports de Vaulx-en-Velin | Pôle espoir d'Eaubonne              | Pôle espoir du Languedoc            | Pôle espoir de Besançon             |
| ...                  |                                     |                                     |                                     |                                     |
| Changement de format |                                     |                                     |                                     |                                     |
| 2017–2018            | Palais des Sports de Vaulx-en-Velin | Ligue Auvergne-Rhône-Alpes          | Ligue Hauts-de-France               | Ligue Occitanie                     |
| 2018–2019            | Palais des Sports de Vaulx-en-Velin | Ligue Grand Est                     | Ligue Hauts-de-France               | Provence-Alpes-Côte d'Azur          |
| 2019–2020            | Pas de compétition (pandémie COVID) | Pas de compétition (pandémie COVID) | Pas de compétition (pandémie COVID) | Pas de compétition (pandémie COVID) |
| 2020–2021            | Pas de compétition (pandémie COVID) | Pas de compétition (pandémie COVID) | Pas de compétition (pandémie COVID) | Pas de compétition (pandémie COVID) |
| 2021–2022            | Nantes et périphérie                | Ligue Auvergne-Rhône-Alpes          | Ligue Île-de-France                 | Ligue Bourgogne Franche-Comté       |
| 2022–2023            | Nantes et périphérie                | Ligue Grand Est                     | Zone Antilles/Guyane                | Ligue Auvergne-Rhône-Alpes          |